# Messier 23
Messier 23 (M23, auch als NGC 6494 bezeichnet) ist einer der sechs hellsten offenen Sternhaufen im Sommersternbild Schütze (Sagittarius). Er hat eine Helligkeit von +5,5 mag und eine Winkelausdehnung von 27'. Der Haufen steht mit rund 2000 Lichtjahren Entfernung, auf halbem Weg zwischen der Sonne und dem Sagittarius-Arm unserer Galaxis. Die Analyse des Farben-Helligkeits-Diagramms von Messier 23 ergibt ein Alter von rund 300 Millionen Jahren.
Einige Grad östlich liegt – fast im Zentrum der Milchstraße – die kleine Sagittariuswolke (M24) und der mit M23 vergleichbare Sternhaufen Messier 25.